# Municipio de Independence (condado de Appanoose)
El municipio de Independence (en inglés: Independence Township) es el más noroccidental de los diecisiete municipios ubicados en el condado de Appanoose en el estado estadounidense de Iowa. En el año 2000 el municipio tenía una población de 252 habitantes y una densidad poblacional de 3,5 personas por km².
En 1957 William Chadwick, juez de paz del condado de Appanoose, trazó el pueblo de Milledgeville a lo largo de la orilla oriental del río Chariton, afluente del Misuri.

## Geografía
El municipio de Independence se encuentra ubicado en las coordenadas 40°51′36″N 93°02′34″O / 40.86000, -93.04278.